# Fils d'Ivaldi
Pour l’article homonyme, voir Ivaldi.

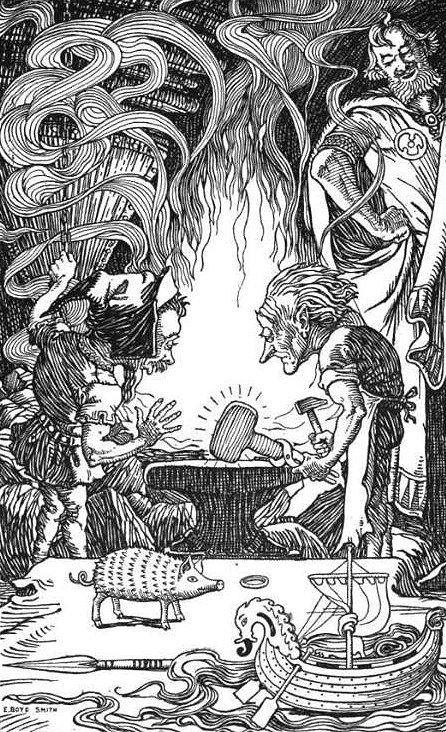
Les Fils d'Ivaldi forgent le marteau Mjöllnir pour le dieu Thor sous le regard de Loki. Sur la table devant eux sont disposées leurs autres créations : l'anneau multiplicateur Draupnir et la lance d'Odin, le verrat aux soies d'or Gullinbursti et le navire Skidblanir pour Freyr, et les cheveux dorés de la déesse Sif.

Dans la mythologie nordique, les fils d'Ivaldi sont des nains qui ont fabriqué plusieurs attributs divins à la demande du dieu Loki qui souhaitait racheter sa peau pour avoir coupé les cheveux de la déesse Sif, épouse de Thor. Les nains ont alors fabriqué une chevelure d'or pour Sif, le navire du dieu Freyr, Skidbladnir, ainsi que la lance d'Odin, Gungnir. Ensuite, Loki parie sa tête aux nains Brokk et Eitri qu'ils ne pourraient pas forger des objets aussi précieux, alors ceux-ci fabriquent le verrat aux soies d'or Gullinbursti pour Freyr, l'anneau d'Odin Draupnir, et le marteau de Thor Mjöllnir. Les dieux décident que Mjöllnir est la meilleure arme face aux géants, ainsi Loki perd son pari.